# Jeu vidéo bishōjo
Ne doit pas être confondu avec Visual novel.

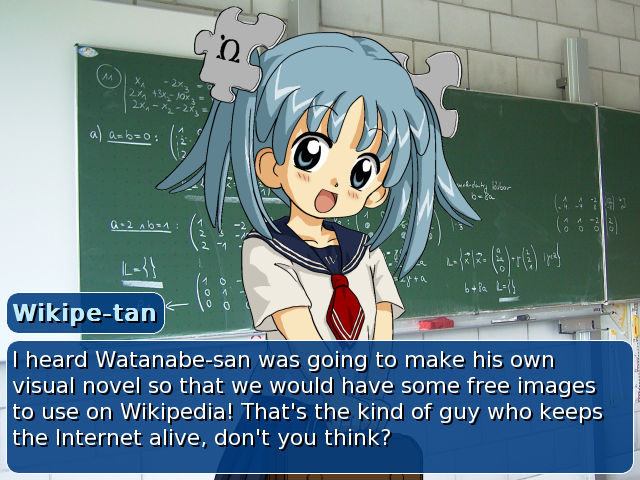
Wikipe-tan visual novel (Ren'Py)

Un jeu bishōjo (美少女ゲーム, bishōjo gēmu) est « un type de jeu vidéo japonais centré sur les interactions avec des « filles attrayantes ».